# Raja-Kapperijärvi
Raja-Kapperijärvi eller Kapperijärvi är en sjö i Finland, på gränsen till Norge. Den ligger i kommunen Enare i landskapet Lappland, i den norra delen av landet, 1 000 km norr om huvudstaden Helsingfors. Raja-Kapperijärvi ligger 185 meter över havet. Arean är 21,4 hektar och strandlinjen är 3,45 kilometer lång. Sjön  ingår i Pasvik älvs huvudavrinningsområde. 